# Kleinfischlingen
Kleinfischlingen is een deelgemeente van de verbandsgemeinde Edenkoben in de deelstaat Rijnland-Palts in Duitsland, Landkreis Südliche Weinstraße.
Kleinfischlingen telt 320 inwoners.

## Bestuur
De plaats is een Ortsgemeinde en maakt deel uit van de Verbandsgemeinde Edenkoben.